# Торгівля Української РСР
Торгівля в УРСР вважалася однією з найважливіших галузей народного господарства, яка включала просування товарів та деяких форм обслуговування через купівлю-продаж від виробництва до споживача. Обсяг торгівлі зростав з розвитком спеціалізації виробництва та зростанням національного доходу. В УРСР частка торгівлі (разом з заготівлями, матеріально-технічним постачанням та іншими складовими) зросла в національному доході з 6,6% у 1956 році до 12,6% у 1975 році. Уся торгівля поділялася на внутрішню (гуртову і роздрібну торгівлю, громадське харчування, побутове обслуговування) та зовнішню.
Оптова (опт.), або гуртова, торгівля ділиться на торгівлю засобами виробництва (в більшості підлягає союзно-респ. гол. управлінню при Раді Мін-ів УРСР з матеріально-техн. постачання), сіль.-госп. продуктами (підлягає союзно-респ. міністерству сіль. господарства заготівель) і товарами нар. споживання (здебільше підпорядковується союзно-респ. міністерству торгівлі). Сов. опт. торгівля має мало спільного з заг. прийнятим поняттям торгівлі на Зах. Вона відбувається за центр. виготовленим планом, у якому докладно визначений продавець і покупець, специфікація і ціна товару, час трансакції тощо. Гроші в цьому процесі відіграють винятково розрахункову роллю. Опт. торгівля є важливим знаряддям в екон. політиці СРСР. Вона призначена на те, щоб насамперед забезпечити важливі для держави галузі оборонної та важкої промисловості і щойно в останню чергу населення продуктами споживання. Завданням опт. торгівлі с.-г. продуктами і сировиною є по* змозі найбільша заготівля цих продуктів від колгоспів. До сер. 1950-х pp. ціни за них були номінальні, так що держава стягала данину з сіль. господарства на індустріалізацію країни (див. Заготівлі с.-г. продуктів). Опт. торгівля товарами нар. споживання спрямована на забезпечення передусім місцевостей та районів, важливих для режиму з уваги на потреби місц. верхівки, стратегічне положення та закордонних туристів. Обсяг оптової торгівлі в Україні дорівнював 1970 — 91 млрд карб. (1960 — 41,8), з чого на торгівлю засобами виробництва припадало 59,4%, с.г. продуктами 11,0%, товарами нар. споживання 29,6%.
У роздрібній (розд.) торгівлі покупець має звич. можливість вибору продукту того чи ін. підприємства, але ціни (крім колгоспної торгівлі, де вони визначаються стихійно ринком) встановлюють держ. установи. Підприємства можуть бути держ. (звич. обслуговують міста і підлягають союзно-респ. міністерству торгівлі, але також ін. міністерствам й організаціям) і кооп., які обслуговують переважно села (підлягають Укоопспілці). У 1977 на міськ. товарооборот припадало 80,6%, на сіль. — 19,4% (1950 — 76% і 24%), подібне співвідношення було й у всьому СРСР; разом з колгоспною торгівлею — 64 — 36 (відповідно в 1950 — 57 і 43%). Попри зменшення колгоспної розд. торгівлі на колгоспних ринках України (1968 було їх 2 200) продано у 1975 — 15,3% з всього обороту продовольчих продуктів (в усьому СРСР — 6,8%). Ціни на розд. продукти (зокрема непродовольчі) звич. включають податок з обороту, що робить їх значно вищими від коштів продукції (докладніше див. сюр. 2 127). Від кін. 1950-х pp. на продовольчі продукти встановлено ціни, нижчі від собівартости. Тому що держава не відважується ні підвищити ціни на ці продукти, ні знизити заготівельні ціни (з уваги на реакцію з боку консументів у першому випадку і колгоспників у другому), вона мусить субсидіювати сіль. господарство (див. докладніше стор. 2 831 — 32).
Війна знищила у великій мірі підприємства розд. торгівлі в Україні. Їх відбудова (1950 — 88% стану на 1940) повільніша; ніж важливіших для держави екон. секторів; до 1947 діяла карткова система, заведена з поч. війни. Розвиток розд. торгівлі видно з таблиці:
|                                | 1940 | 1950 | 1960  | 1970  | 1977  |
| Товарооборот (у млн карб.)     | 2817 | 4941 | 11987 | 24582 | 36296 |
| Кількість підприємств (у тис.) | 92,1 | 81,5 | 121,8 | 148,2 | 146,8 |
| Кількість працівників (у тис.) | —    | 215  | 399   | 716   | 840   |

Зростання товарообороту в УРСР майже таке саме, що у всьому СРСР. Не зазнала істотних змін структура товарообороту розд. торгівлі: на продовольчі товари припадало 1976 51%, на непродовольчі — 49% (1950 — 52% і 48%). Товарооборот на особу населення збільшився з 409 карб. у 1965 до 582 у 1970 і 782 у 1977; він нижчий в Україні, ніж у всьому СРСР (зокрема в с.). 1977 з товарообороту в розд. торгівлі припадало на держ. торгівлю 69%; на кооп. — 31%>; на міськ. — 80%, на сіль. 20% (щоправда, на села припадало 46% усіх підприємств розд. торгівлі, але їх товарооборот був незначний). І нині майже пол. сіль. населення купус у міськ. крамницях (при чому витрата часу на кожний закуп становить пересічно 11,5 год.). 1977 на 146 800 підприємств розд. торгівлі припадало 114300 на крамниці, 32500 на кіоски; працівники цих підприємств становили 4,4% всіх працюючих в УРСР. Продуктивність розд. торгівлі України була трохи краща, ніж у всьому СРСР, частково з уваги на більше поширене самообслуговування: в УРСР у 69% (177 з 185 універмагів) держ. підприємств України, в усьому СРСР — лише 31%. Кооп. крамниці слабше устатковані, ніж держ.; наприклад, лише 60% з них мали холодники (у держ. крамницях 90%). З уваги на надмірну централізацію управління розд. торгівля функціонує незадовільно, не лише порівняно з Зах., але навіть з соц. країнами Європи. Постачання продуктами є нерегулярне як у різні пори року, так і в різних районах (зокрема в с. і менших м.), приміщення — примітивні, непривітна обслуга, великі черги.
Громадське харчування (Г.х.) поєднує функції виробництва та продажу продуктів харчування і організує їх споживання на підприємствах (фабрики-кухні, їдальні, ресторани, чайні, закусочні, кафе, буфети тощо). Воно здійснює до певної міри і перерозподіл нац. доходу у формі безплатного або пільгового постачання харчами до різних інституцій (гуртожитки тощо). Розвиток Г.х. в УРСР видно з табл.:
| Роки                           | 1928 | 1940  | 1960  | 1970   | 1977  |
| Кількість підприємств (у тис.) | 3,4  | 18,7  | 26,1  | 47,7   | 54,7  |
| Ч. місць (у тис.)              | —    | 555   | 806   | 2 042  | 3 075 |
| Оборот в млн карб.             | 9    | 386   | 1360  | 2966   | 4114  |
| Випуск продукції в млн страв   | —    | 1 604 | 2 842 | 4 724* | —     |
| Кількість працівників (у тис.) | 187  | 384   | 465   |        |       |

- 1967 р.

75% підприємств було держ., 25% кооп.; 68% працювало в м., 32% в с. На 100% місць було 26% на пром. підприємствах, 29% у школах, 22% на інших підприємствах, 23% припадало на самостійні заклади.
За свідченням туристів та інформацією преси, громадське харчування в Україні стоїть на низькому рівні: вибір страв обмежений, обслуга груба, приміщення незадовільні, великі черги.
Побутове обслуговування населення (П.о.н.) має завдання задовольняти потреби населення продукцією і відновленням предметів споживання та обслуговувати побутові потреби. Воно включає різні ділянки: від будови й ремонту індивідуальних будинків і меблів до фотографічної справи тощо. Після воєнної руїни П.о.н. відновилося у повоєнні роки. Ч. підприємств зросло з 31 900 у 1960 до 55 700 у 1977, у них працювало 466 600 осіб (2,4% всіх працездатних України); 1/3 їх діє в с., решта — в м. Вартість П.о.н. на особу міськ. населення — 41,7, сіль. — 16 карб. Найпоширенішими є підприємства ремонту та пошиття одягу (21,7%) і взуття (12,7%), ремонту побутових машин (12,5%) і перукарні (15,3%). Їх працею керує тепер респ. міністерство побутового обслуговування. Праця цієї галузі — незадовільна: нерегулярне і несвоєчасне виконання послуг, низька якість, великі регіональні різниці. Не дивне, що в Україні, як і в усьому СРСР, широко розвинулося нелегальне приватне обслуговування населення. Щоправда, ціни у ньому значно вищі від офіц., проте обслуга краща. Звич. матеріали для цієї приватної обслуги переважно крадені з держ. підприємств.
Зовнішня торгівля України означає не тільки економічні зв'язки з країнами за кордонами СРСР, але й з іншими республіками СРСР. Офіційна статистика про зовнішню торгівлю є дуже обмежена і стосується переважно 1960-х pp. Про зовнішню торгівлю України до 1960-х pp. див. Зовнішня торгівля.
Розвиток зовн. торгівлі України посилився за повоєнні роки скоріше від зростання нац. доходу, з уваги на більший територіальний розподіл праці та екон. інтеграцію СРСР, також через поширення участи СРСР в екон. житті всього світу, зокрема країн соц. блоку. Про це свідчить зростання ввозу до УРСР вантажів зал. та водним транспортом з 204,9 у 1950 до 1 000,9 млн т у 1975, а вивозу з 323,8 до 1020,2 млн т.
У зовн. торгівлі всього СРСР частка України коливається за повоєнних pp. між 2025%; вона неоднакова для різних продуктів (наприклад, весь горючий газ, що його експортує СРСР, іде з України, понад 9/10 залізної руди, майже 4/5 електроенергії, 3/4 чавуну і вугільних комбайнів, 1/3 метал. устаткування та 1/4 дизелів і дизельних генераторів). Україна експортувала до 90 країн світу, а імпортувала з 70. З усього зовн. товарообороту бл. 70% припадало на евр. соц. країни. Для них ввіз деяких продуктів з України мав вирішальне значення. Наприклад, чорна металургія всіх цих країн працює переважно на укр. залізній та манґановій рудах. Угорщина, Румунія і Болгарія покривають майже весь свій попит на вугілля і кокс з України; їх хім. промисловість залежить у великій мірі від імпорту укр. горючого газу. Україна з'єднана з електромережею «Мир» і постачає цим країнам електроенергію. Україна одержує від цих країн переважно машини та устаткування: з Сх. Німеччини для цілого ряду галузей промисловості, з Чехо-Словаччини та Польщі для харч. промисловості та транспорту, з Болгарії тютюн, цемент та електроприладдя. У 1959 — 68 Україна імпортувала, в більшості з цих країн, повне устаткування для 350 пром. підприємств. Товарооборот України був найбільший з Чехо-Словаччиною, далі з Сх. Німеччиною, Польщею та Угорщиною. З не соціалістичних країн найінтенсивніші зв'язки Україна має з Зах. Європою (бл. 13% зовн. торгівлі), до яких експортується гол. кам'яне вугілля, руди та збіжжя. До країн, що розвиваються, укр. експорт (9%) іде у вигляді машин та устаткування для підприємств, будову яких фінансує СРСР; Україна брала участь у побудові 400 таких підприємств. З капіталістичних країн Україна імпортує гол. машини й устаткування. Позитивний баланс зовн. торгівлі України 1966 становив 3 008 млн карб. (7,5% нац. доходу України), у тому ч. 2 383 млн припадало на товарооборот з рештою СРСР, а 625 млн з ін. країнами.
Зовн. торгівля України є інтегральною частиною екон. плану СРСР; його метою є не підвищення добробуту її населення, а здійснення певних політ. і стратегічних цілей Москви. Тому зовн. торгівля не будується на принципах екон. доцільности: деякі продукти, які належало б використовувати ощадно (наприклад, донецьке вугілля) експортується, а імпортуються такі, що їх можна "було б продукувати в Україні (наприклад, текстиль). Також екон. не виправданий напрям зовн. торгівлі України: він мав би бути спрямований на півд. та зах. з уваги на низькі транспортні кошти через Чорне м. та Дунай, однак, з уваги на імперські інтереси, він здебільша скеровується на півн. і сх., хоч зал. транспорт коштує відносно дорого. Через інституцію держ. монополії зовн. торгівлі в СРСР продукти України на експорт скуповуються за оптовими цінами, а імпортовані продаються за відносно вищі ціни; різницю привласнює собі держава. Також позитивне сальдо зовн. торгівлі України лишається в диспозиції центр. влади в Москві. Фонди з обох джерел зуживаються на фінансування імпорту, звич., технологічно складніших продуктів, які здебільша ідуть на розбудову неукр. територій СРСР. Таким чином, зовн. торгівля є одним з важливих знарядь екон. експлуатації України Москвою.
Зовн. торгівля України підпорядкована союзному міністерству зовн. торгівлі в Москві; в Україні діє його уповноважений при Раді Мін. УРСР (з 1958 її чл.).
І. Коропецький